# Vlag van Hyogo

Vlag van Hyogo (ratio 45:64)

De prefecturale vlag van Hyogo bestaat uit een ceruleumblauw vlak met een wit gestileerd kanji 兵 [hyō] (wat "soldaat" betekent) in de vorm van een golf, die de positie van de prefectuur tussen de Japanse Zee in het noorden en de Japanse Binnenzee in het zuiden symboliseert. Het ceruleumblauw staat voor jeugd, terwijl het wit helderheid en eerlijkheid uitdrukt. De prefecturale vlag werd op 10 juni 1964 aangenomen.